# Barbara Olson
Pour les articles homonymes, voir Olson.
Barbara Olson, née le 27 décembre 1955 à Houston et morte le 11 septembre 2001, dans le comté d'Arlington, est une journaliste de télévision américaine conservatrice qui a travaillé entre autres pour les chaines d'informations Fox News, CNN… 
Elle était une passagère du vol 77 d'American Airlines quand il a été détourné et s'est écrasé sur le Pentagone dans les attaques du 11 septembre 2001.

## Biographie
Barbara Kay Bracher est née le 27 décembre 1955 à Houston, au Texas.
Elle a épousé Theodore Olson en 1996. Elle a cofondé le forum des femmes indépendantes avec Rosalie Silberman. Au milieu des années 1990, elle était investigatrice en chef pour le House Government Reform Committee et plus tard avocate personnelle de Whip Don Nickles, le chef républicain de la minorité au Sénat, avant de démarrer une carrière en tant que commentatrice de TV et avocate privée. Elle était une opposante farouche à l'administration Clinton et a écrit un livre concernant la première dame, Madame Hillary Clinton. 
Sa sœur plus âgée, Toni Bracher-Lawrence, a été élue au conseil municipal de Houston en 2004.

## Mort
Elle était passagère sur le vol American Airlines 77 quand celui-ci a été détourné et s'est écrasé sur le Pentagone au cours des attentats du 11 septembre 2001. Elle devait prendre un vol plus tôt, mais elle a préféré prendre le vol 77 pour pouvoir assister au dîner du 61e anniversaire de son mari.
Selon son mari, l'avocat général des États-Unis (4e dans la hiérarchie du département de la justice), entre 9 h 16 et 9 h 26, elle lui aurait téléphoné par deux fois avec un appareil portable depuis l'avion en vol, pour l'informer du détournement en cours, lui aurait décrit les terroristes et leur armement (des cutters) et lui aurait demandé « Qu'est-ce que je peux faire? ».

## Conférences commémoratives
The Federalist Society a décidé en hommage à Barbara K. Olson « une conférence annuelle sur la limitation des pouvoirs de l'État et l'esprit de la liberté » qui serait organisée chaque année en novembre. La première conférence était un éloge pour elle par son mari. Les intervenants suivants ont inclus le juge Antonin Scalia et le vice-président Dick Cheney.